# Muze
A Muze folyó Franciaország területén, a Tarn jobb oldali mellékfolyója. 

## Földrajzi adatok
A folyó Aveyron megyében, a Francia-középhegységben ered 930 méter magasan, és Saint-Rome-de-Tarn városkánál ömlik be a Tarn-ba. Hossza 29,3 km.
Mellékfolyója a Muzette.

## Megyék és városok a folyó mentén
- Aveyron : Saint-Léons , Saint-Beauzély